# Вања Николић (писац)
Вања Николић (рођена 30. априла 1983) је српски драматург, писац за децу и одрасле, приповедач, предузетник и предавач.

## Биографија
Рођена је 30. априла 1983. у Новом Саду где је завршила компаративну књижевност на Филозофском факултету и драматургију на Академији уметности. Објавила је драме Connection и Национална класа. Представе које су изведене по њеном тексту и драматизацији су Ивица и Марица, Пругасти мачак и госпојица Ласта, Бити, Три лица огледала, Гозба и друге. Радила је као драматург на бројним представама, писала је позоришне критике, текстове за портале, билтене и магазине. Креирала је, основала и води фирму Тачкица за персонализоване књиге за децу Ја сам... и Словарица за учење слова и читања, као и организацију Више од књиге. Завршила је обуку из когнитивно бихевиоралног коучинга у оквиру које се бавила радом на унутрашњим критичарима. Држи менторски програм Пишем књигу! и курс терапеутског писања са Иваном Миљак Каранфилов. Објавила је књиге Јебе ми се 2018, Плашим се 2019. и Немам наслов 2023. године. Њен мото је „Ако постоји нешто што желиш да кажеш, немој да ћутиш. Седи и напиши!”. Има две ћерке, Сашу и Симону.